# 小黒
小黒（しょうこく）は、647年に制定され、648年から649年まで日本で用いられた冠位である。13階中12番目で、大黒の下、建武の上に位置する。

## 解説
大化3年（647年）に制定された七色十三階冠で設けられ、翌年4月1日に実施された。黒冠を用い、菱形錦で縁取って大黒との違いをつけた。大黒・小黒ともに冠につける鈿は銅で作り、緑の服を着用する規定であった。
大化5年（649年）2月に冠位十九階が導入されると、小黒は小乙上と小乙下に分割されて廃止になった。
1年で改称されたこともあり、小黒の冠位を授かったと『日本書紀』に記された人物はいないが、後継の小乙上・下については若干例が知られる。